# Тапин
Тапин (пол. Tapin) — село в Польщі, у гміні Рокитниця Ярославського повіту Підкарпатського воєводства.
Населення — 479 осіб (2011).

## Розташування
Знаходиться в західній частині Надсяння. Розташоване на відстані 2 км на схід від адміністративного центру ґміни Рокитниці, 12 км на південь від повітового центру Ярослава і 51 км на схід від воєводського центру Ряшева.

## Історія
У 1508 р. селом володів Мартин Моравський.
За податковим реєстром 1515 р. село належало Чешацькому, були 4 лани (коло 100 га) оброблюваної землі, корчма.
За податковим реєстром 1589 р. село належало Рафаелю Боляновському, були 3 лани (коло 350 га) оброблюваної землі, корчма з 1/4 оброблюваної землі, 4 загородники без земельної ділянки, 1 коморник з тягловою худобою і 3 без тяглової худоби. До 1772 року Тапин входив до складу Перемишльської землі Руського воєводства Королівства Польського.
У 1892 р. в селі було 49 будинків і 266 мешканців, у присілку Вілька Тапинська — 37 будинків і 209 мешканців, а загалом у громаді (гміні) разом з фільварком Зигмунта і Марії Дрогоївських — 90 будинків і 541 мешканець (222 греко-католики, 279 римо-католиків і 40 юдеїв). Однак польська влада активно провадила латинізацію і полонізацію села через викладання у школі винятково польською мовою та адміністративний тиск.
На 01.01.1939 в селі проживало 530 мешканців, з них 20 україномовних українців, 80 польськомовних українців, 410 поляків і 20 євреїв. Село належало до ґміни Хлопіце Ярославського повіту Львівського воєводства. Греко-католики села належали до парафії Боратин Порохницького деканату (після Першої світової війни — Ярославського деканату) Перемишльської єпархії.
16 серпня 1945 року Москва підписала й опублікувала офіційно договір з Польщею про встановлення лінії Керзона українсько-польським кордоном. Українці не могли протистояти антиукраїнському терору після Другої світової війни. Частину добровільно-примусово виселили в СРСР. Решта українців попала в 1947 році під етнічну чистку під час проведення Операції «Вісла» і була депортована на понімецькі землі у західній та північній частині польської держави, що до 1945 належали Німеччині.
У 1975—1998 роках село належало до Перемишльського воєводства.

## Демографія
Демографічна структура станом на 31 березня 2011 року:
|          | Загалом | Допрацездатний вік | Працездатний вік | Постпрацездатний вік |
| -------- | ------- | ------------------ | ---------------- | -------------------- |
| Чоловіки | 232     | 60                 | 146              | 26                   |
| Жінки    | 247     | 48                 | 137              | 62                   |
| Разом    | 479     | 108                | 283              | 88                   |